# Ruifang
Ruìfang (chinois traditionnel : 瑞芳區 ; pinyin : Ruìfāng Qū), est un district de la municipalité du Nouveau Taipei, à Taïwan.

## Histoire
Sous l'occupation japonaise, Ruifang fut nommée "ville de Zuihō" (瑞芳街) et fut administrée par le district de Kīrun (基隆郡) de la préfecture de Taihoku.
L'exploitation minière était une industrie importante au début du XXe siècle. On extrayait de l'or à Kyufun (aujourd'hui Jiufen) et à Kinkaseki (aujourd'hui Jinguashi), ainsi que du charbon à Houtong (猴硐). 
À la suite de la rétrocession de Taïwan au gouvernement du Kuomintang en 1945, Ruifang devint un canton urbain du comté de Taipei. Les emplacements miniers devinrent des destinations touristiques populaires après 1990. Le 25 décembre 2010, le comté de Taipei fut réorganisé en une municipalité appelé Nouveau Taipei et Ruifang en un district de cette municipalité. En mars 2012, Ruifang fut nommée "l'une des plus petites villes touristiques" par le Bureau du tourisme.

## Géographie
- Superficie : 70,73 km2
- Population : 40 922 habitants (janvier 2016)

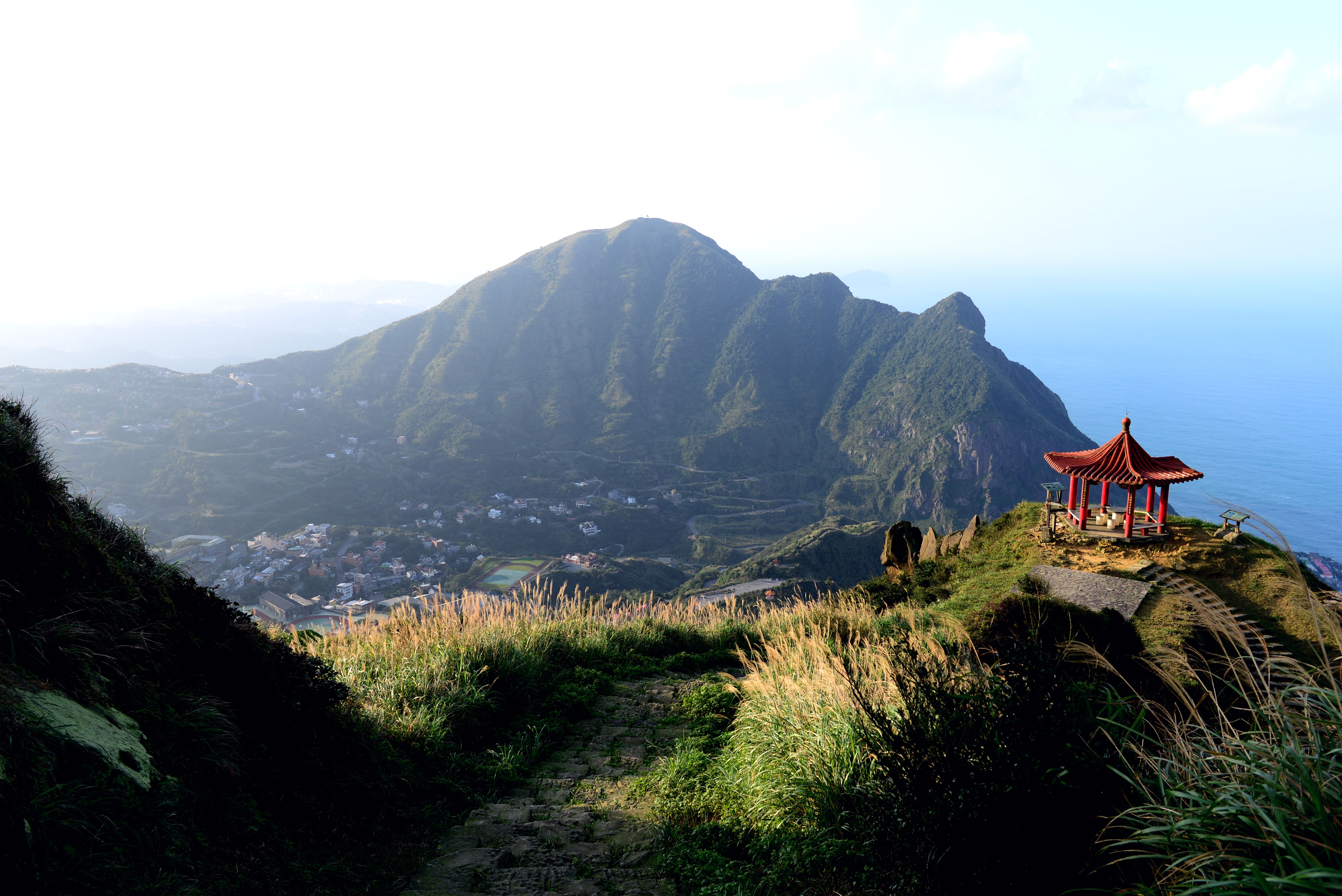
Mont Keelung (Ruìfang)
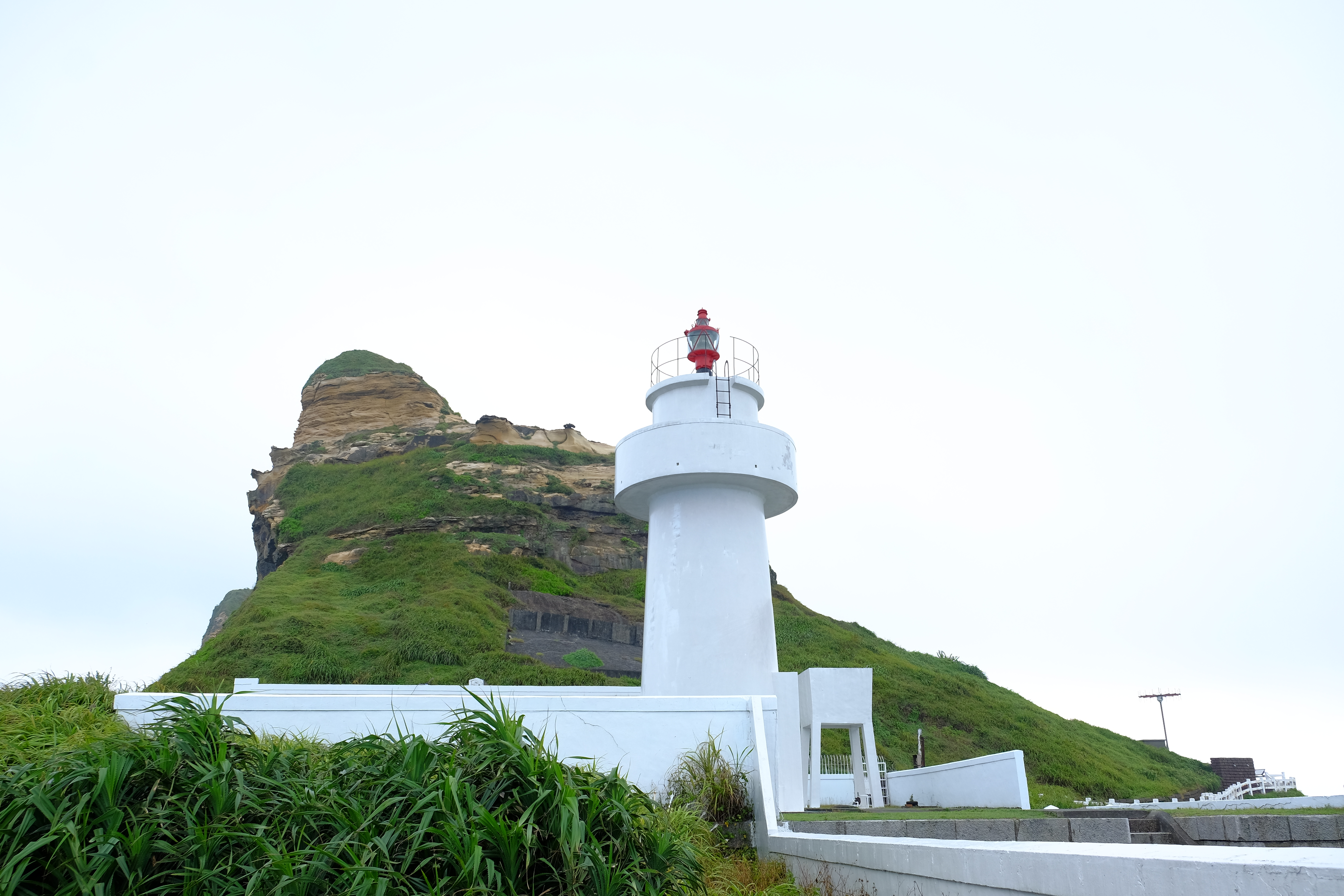
le phare de cape Bitoujiao
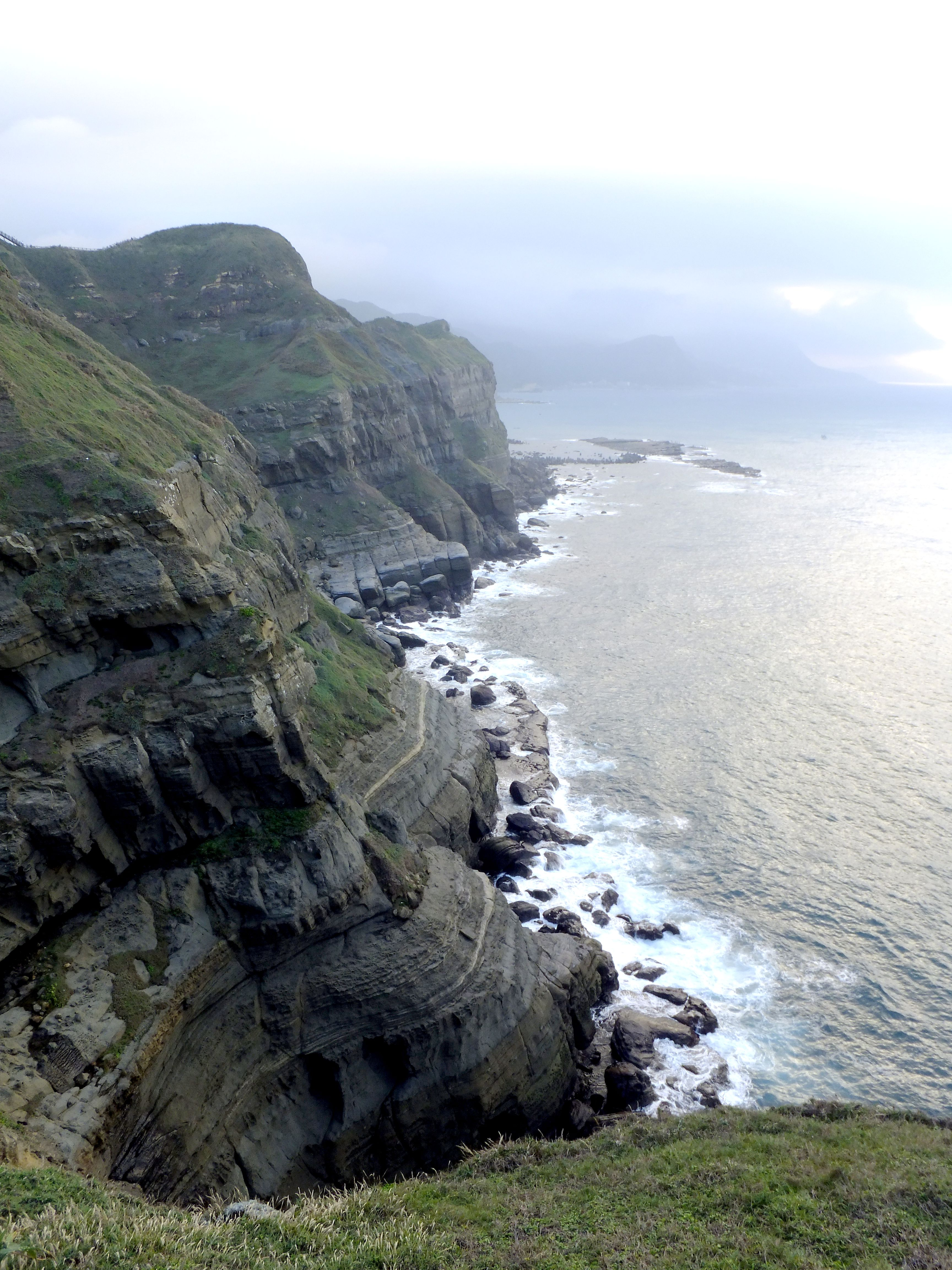
cape Bitoujiao
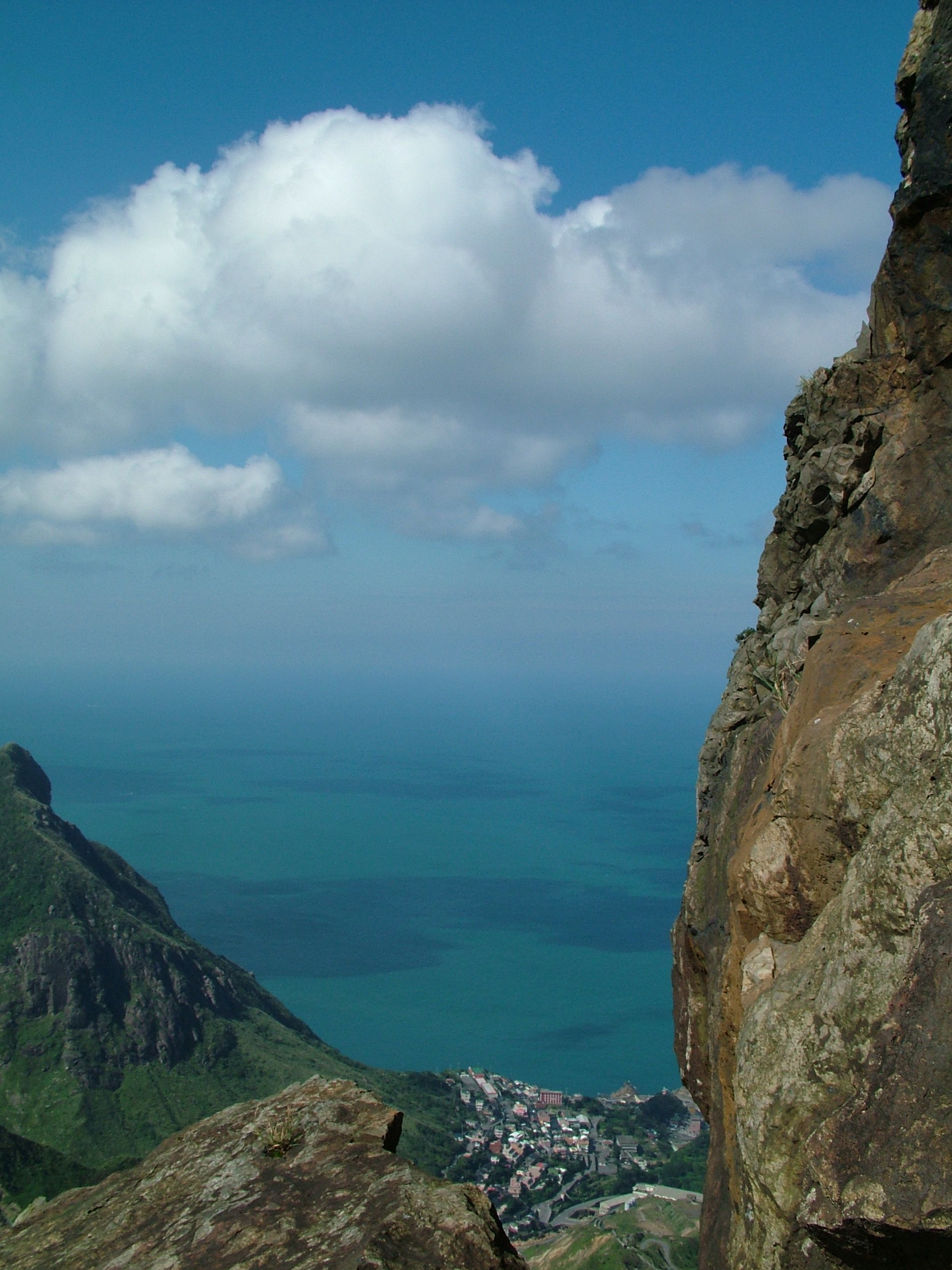
chin kua shih
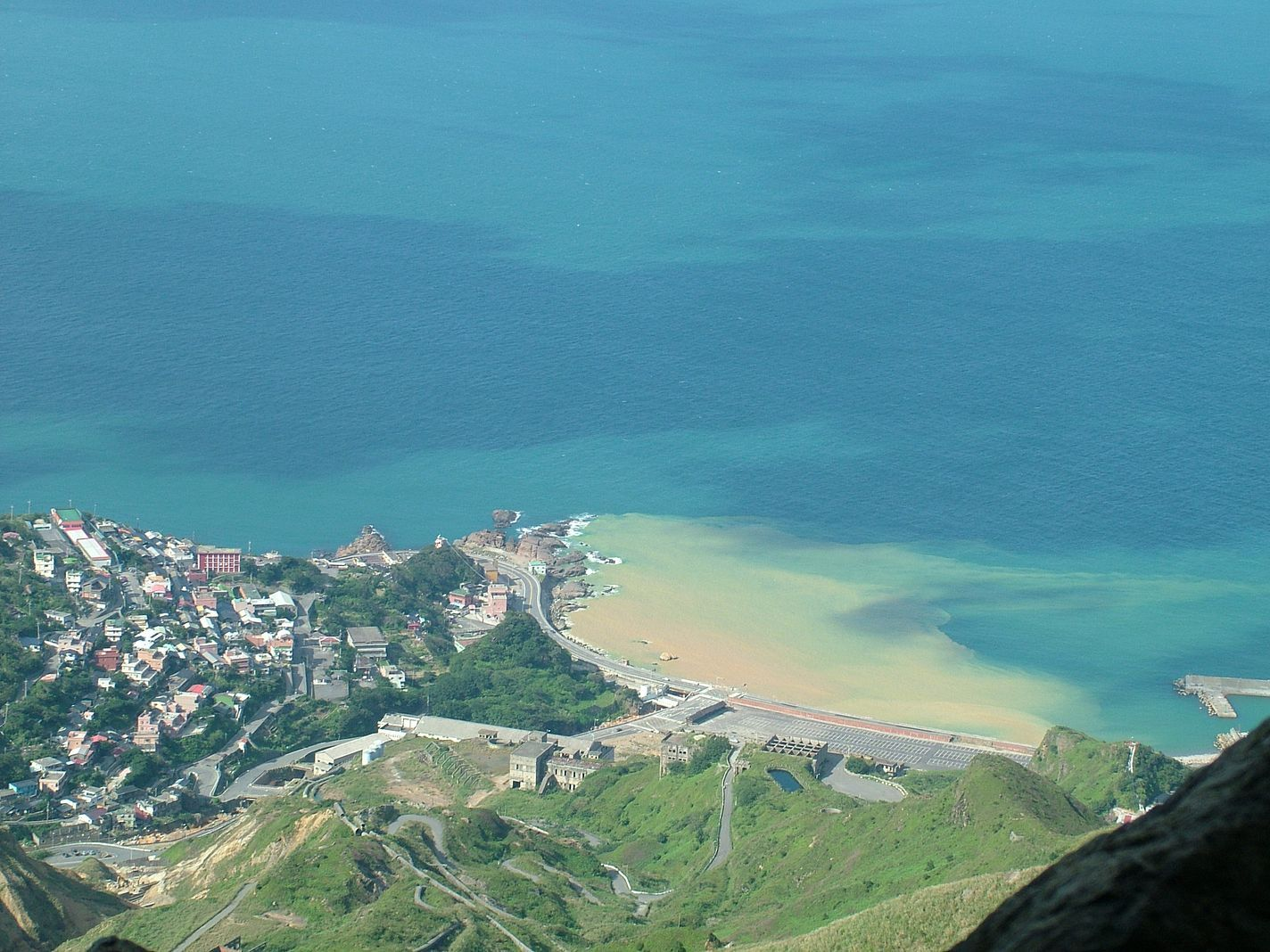
chin kua shih

## Administration
Le district de Ruifang est subdivisé en 34 villages:
- Bitou
- Chongwen
- Fuzhu
- Ganping
- Gongqiao
- Guangfu
- Guashan
- Haibin
- Houtong
- Jian
- Jieyu
- Jiqing
- Jishan
- Liandong
- Lianxin
- Longan
- Longchuan
- Longshan
- Longtan
- Longxing
- Longzeng
- Nanya
- Ruibin
- Shangtian
- Shenao
- Shishan
- Shuoren
- Songde
- Tongshan
- Tunghe
- Xinfeng
- Xinshan
- Yongqing
- Zhaofeng

## Attractions touristiques
- Phare du cap Bitou
- Cascade dorée
- Village de chats de Houtong
- Jinguashi

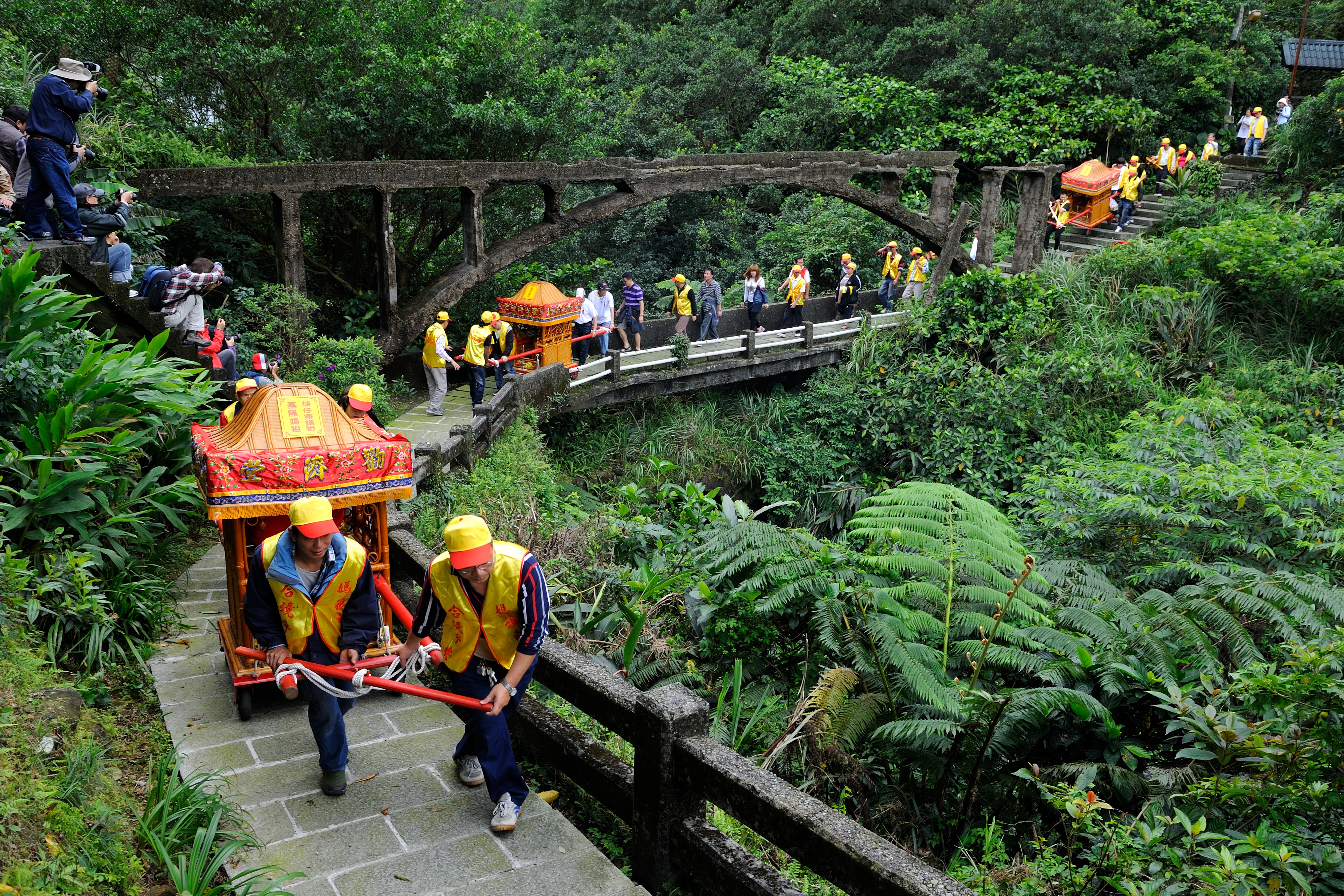
Attraction touristique à Jinguashi à Ruifang. Mai 2013.

- Jiufen: Théâtre Shengping, Bureau de la mine d'or de Taiyang
- Musée de la mine d'or de Jiufen
- Musée du cerf-volant de Jiufen
- Musée de l'or du Nouveau Taipei
- Vestiges des 13 niveaux
- Port de pêche de Shen'ao
- Mer Yin Yang

## Transport
Le district de Ruifang est desservi par la ligne de Yilan appartenant à l'administration des chemins de fer de Taïwan (TRA). Il existe 4 stations ferroviaires dans le district: celle de Ruifang, de Houtong, de Sijiaoting et de Sandiaoling. 
La Provincial Highway 62 relie Ruifang à Keelung. 

## Personnalités liées au district
- Gau Ming-ho, alpiniste
- Wu Nien-jen, scénariste, réalisateur et auteur